# Zbigniew Dudek
Zbigniew Dudek (ur. 29 stycznia 1957 w Tomaszowie Mazowieckim) – polski rzeźbiarz, pedagog Akademii Sztuk Pięknych im. Władysława Strzemińskiego w Łodzi.

## Życiorys
Studiował w Państwowej Wyższej Szkole Sztuk Plastycznych w Łodzi, gdzie otrzymał dyplom w 1983. Od 1985 pracuje na macierzystej uczelni. Jest tam kierownikiem pracowni rzeźby na Wydziale Tkaniny i Ubioru.
Odznaczony Srebrnym Medalem „Zasłużony Kulturze Gloria Artis” (2022).

## Pomniki
- 2009: „Pomnik Niepodległości” – na placu 11 listopada w Łasku[4], autorzy: Zbigniew Dudek, Krystyna Urbanowicz Dudek
- 2009: „Pomnik upamiętniający działalność, organizacji podziemnej „Żegota” w Łodzi

### Wystawy indywidualne
- 2007: „Déja vu” Galeria ASP (Akademia Sztuk Pięknych im. Władysława Strzemińskiego w Łodzi)
- 2006: „Patibulum” Galeria ASP, Łódź
- 2005: „Sculpture” Galeria ASP, Łódź
- 2000: „Sculpture” – Galeria 261, Łódź
- 2000: „Prelude” Centrum Rzeźby Polskiej w Orońsku
- 1999: „Mythical” Galeria Akwarium ASP, Łódź
- 1995: „Intonations” Galeria Manhattan, Łódź
- 1994: „Objects” – Galeria Arkady, Tomaszów Mazowiecki
- 1992: „Sculpture” Galeria Arkady, Tomaszów Mazowiecki
- 1989: „Sculpture” Galeria Wschodnia, Łódź
- 1989: „Sculpture” Galeria BWA, Lublin